# Rotnes
Rotnes ist eine Ortschaft in der norwegischen Kommune Nittedal in der Provinz (Fylke) Akershus. Der Ort stellt das Verwaltungszentrum von Nittedal dar und hat 8010 Einwohner (Stand: 1. Januar 2024).

## Geografie
Rotnes ist ein sogenannter Tettsted, also eine Ansiedlung, die für statistische Zwecke als eine städtische Siedlung gewertet wird. Rotnes liegt im Zentrum der Kommune Nittedal, einer nordöstlichen Nachbarkommune Oslos. Der Ort befindet sich am Westufer des Flusses Nitelva.

## Geschichte
In Rotnes befindet sich der Hof Rotnes Bruk. Das Anwesen lag im Laufe der Zeit im Eigentum mehrerer bedeutender Personen. So gehörte es zwischenzeitlich unter anderem Hermann von Wedel-Jarlsberg und dem ersten Statsminister Peder Anker. Die Rotnes kirke ist eine Holzkirche in Rotnes. Das Gebäude wurde im Jahr 2016 errichtet.

## Wirtschaft und Infrastruktur
In Rotnes liegt der Bahnhof Nittedal stasjon. Dieser wurde im Jahr 1900 eröffnet und liegt an der Bahnlinie Gjøvikbanen. Die Entfernung zum Osloer Hauptbahnhof Oslo S beträgt etwa 24 Kilometer. An der Nitelva entlang verläuft der Riksvei 4. Dieser stellt Richtung Süden die Verbindung nach Oslo her.
In Rotnes wird Pferdezucht betrieben. Zudem sind einige Industriebetriebe in der Ortschaft angesiedelt. Aus der Kommune Nittedal arbeitet der Großteil der Einwohner in der Nachbarkommune Oslo.